# Servants' Entrance
Servants’ Entrance is een Amerikaanse filmkomedie uit 1934 onder regie van Frank Lloyd. Het scenario is gebaseerd op de roman Vi som går kjøkkenveien (1930) van de Noorse auteur Sigrid Boo.

## Verhaal
Wanneer Hedda Nilsson hoort dat haar rijke vader op het punt staat om al zijn geld te verliezen, gaat ze in dienst als keukenmeid. Ze wordt verliefd op de nederige chauffeur Erik Landstrom. Als ze later ontdekt dat haar vader toch niet bankroet gaat, is ze bang dat ze Erik zal moeten opgeven.

## Rolverdeling
| Acteur             | Personage       |
| ------------------ | --------------- |
| Janet Gaynor       | Hedda Nilsson   |
| Lew Ayres          | Erik Landstrom  |
| Ned Sparks         | Hjalmar Gnu     |
| Walter Connolly    | Viktor Nilsson  |
| Louise Dresser     | Mevrouw Hansen  |
| G.P. Huntley       | Karl Berghoff   |
| Astrid Allwyn      | Sigrid Hansen   |
| Sig Ruman          | Hans Hansen     |
| John Qualen        | Detective       |
| Catherine Doucet   | Anastasia Gnu   |
| Greta Meyer        | Anna            |
| Dorothy Christy    | Mevrouw Johnson |
| Josephine Whittell | Christina       |
| Jerry Stewart      | Olaf            |
| Ruth Marion        | Olga            |
| Harold Minjir      | Swanson         |
| Anne Gibbons       | Gretchen        |
| Buster Phelps      | Tommy           |